# Little Sister (film, 1992)
 (mars 2023).
Si vous disposez d'ouvrages ou d'articles de référence ou si vous connaissez des sites web de qualité traitant du thème abordé ici, merci de compléter l'article en donnant les références utiles à sa vérifiabilité et en les liant à la section « Notes et références ».
Pour plus de détails, voir Fiche technique et Distribution.
Little Sister est un film américain de 1992 écrit et réalisé par Jimmy Zeilinger et avec comme acteurs principaux Jonathan Silverman et Alyssa Milano.

## Synopsis
Bobby est un étudiant qui décide de se déguiser en fille (il prend le nom de "Roberta") pour satisfaire aux exigences de la confrérie[Laquelle ?] dont il fait partie. Mais la situation se complique lorsqu'il tombe amoureux de Diana.

## Fiche technique
- Titre : Little Sister
- Réalisation : Jimmy Zeilinger
- Scénario : Jimmy Zeilinger
- Photographie : Thomas Del Ruth (en)
- Montage : Michael Ripps
- Musique : Greg De Belles
- Producteur : Jeffrey R. Neuman
- Budget : 5 000 000 $ (estimé)
- Pays de production :  États-Unis
- Langue : Anglais
- Genre : Comédie
- Durée : 95 minutes
- Date de sortie : 1992

## Distribution
- Jonathan Silverman - Bobby/Roberta
- Alyssa Milano - Diana
- George Newbern - Mike
- Michele Matheson - Sybil
- Leilani Sarelle - Catherine
- Jerry Gideon - Derry
- Christine Healy - Miss Roffman
- Tia Carrere - Adrienne
- Cory Milano - Petit Bobby
- Tuc Watkins - Ted Armstrong
- Twink Caplan - Marianne